# 克丽斯廷·吉里施
克丽斯廷·吉里施（德語：Kristin Gierisch，1990年8月20日—），德国女子田径运动员，2016年世界室内田径锦标赛女子三级跳远银牌得主、2018年欧洲田径锦标赛女子三级跳远银牌得主。